# Barbara Białas
Barbara Białas (ur. 8 września 1989) – polska judoczka.
Zawodniczka GKS Czarni Bytom (od 2004). Brązowa medalistka turnieju Pucharu Europy w Bratysławie 2015. Wicemistrzyni Polski 2015 oraz trzykrotna brązowa medalistka mistrzostw Polski w kategorii do 70 kg (2010, 2013, 2014). Młodzieżowa mistrzyni Polski 2011.

## Biografia
- Barbara Białas w bazie judoinside.com
- Barbara Białas w bazie judostat.pl